# مارکو بوچی
مارکو بوچی (ایتالیایی: Marco Bocci؛ زادهٔ ۴ اوت ۱۹۷۸) بازیگر اهل ایتالیا است. از فیلم‌ها یا مجموعه‌های تلویزیونی که وی در آن‌ها نقش داشته‌است، می‌توان به من با یک پلیس ازدواج کردم، کالیبر ۹، واحد ضد مافیا و عشق یک جادوگر اشاره نمود.

## زندگی خصوصی
‏پس از داشتن رابطه با خواننده اما مارونه، در ژانویه ۲۰۱۴ نامزدی خود را با بازیگر لورا کیا تی رسمی کرد. این زوج در ۵ ژوئیه همان سال ازدواج کردند و منتظر تولد فرزندی بودند. نخستین فرزندشان، انئا، در ۲۲ ژانویه ۲۰۱۵ در بیمارستان پروجا به دنیا آمد. در ۸ ژوئیه ۲۰۱۶، فرزند دوم آن‌ها، پابلو، متولد شد.
‏در سال ۲۰۲۳، او در برنامه‌های یکشنبه در و کفتارها درباره بیماری‌ای که چهار سال پیش به آن مبتلا شده بود صحبت کرد؛ ویروسی نادر که بخشی از مغزش را درگیر کرد و باعث مشکلات گفتاری و همچنان حافظه ضعیف او شده است.